# Typhloscolecidae
Typhloscolecidae (лат.) — семейство кольчатых червей отряда Phyllodocida из подкласса Errantia класса многощетинковых.

## Описание
Мелкие многощетинковые черви. Достигают 40 мм в длину и имеют до 50 сегментов, но обычно они меньше 15 мм с менее чем 30 сегментами. Прозрачные, пелагические полихеты неопределённого эволюционного родства. Они отличаются редуцированными параподиями с крупными лопастевидными спинными и брюшными цирри; цирри легко утрачиваются у сохранившихся экземпляров. Простомиум сужается к передней срединной антенне, а затылочные органы присутствуют в виде пары крупных листовидных затылочных гребней. Пальпы и парные усики отсутствуют. Две пары щупальцевых цирри. Перепончатая глотка не вооружена. Хеты простые.
Тифлосколециды обитают от полярных до тропических вод и от поверхности до глубин, превышающих 4000 м.

## Систематика
Известно 4 родов и около 20 видов. Семейство было впервые описано в 1878 году.
- Acicularia Langerhans, 1877
- Sagitella Wagner, 1872
- Travisiopsis Levinsen, 1885
  - =Nuchubranchia Treadwell, 1928
  - =Plotobia Chamberlin, 1919
- Typhloscolex Busch, 1851[7][8]